# Petrochelidon preussi
Petrochelidon preussi là một loài chim trong họ Hirundinidae.